# غایا مرباح
غایا مرباح (انگلیسی: Gaya Merbah؛ زادهٔ ۲۲ ژوئیهٔ ۱۹۹۴) بازیکن فوتبال اهل الجزایر است.